# (3945) Gerasimenko
(3945) Gerasimenko es un asteroide perteneciente al cinturón de asteroides, descubierto el 14 de agosto de 1982 por Nikolái Stepánovich Chernyj desde el Observatorio Astrofísico de Crimea (República de Crimea).

## Designación y nombre
Designado provisionalmente como 1982 PL. Fue nombrado Gerasimenko en honor a la  astrónoma rusa Svetlana Gerasimenko.